# Забеляны (Винницкая область)
Забеляны (укр. Забіляни) — село на Украине, находится в Томашпольском районе Винницкой области.
Код КОАТУУ — 0523980303. Население по переписи 2001 года составляет 29 человек. Почтовый индекс — 24220. Телефонный код — 4348.
Занимает площадь 2,58 км².

## Адрес местного совета
24220, Винницкая область, Томашпольский р-н, с. Александровка, ул. Пшеничнюка, 3